# アクィリフェル

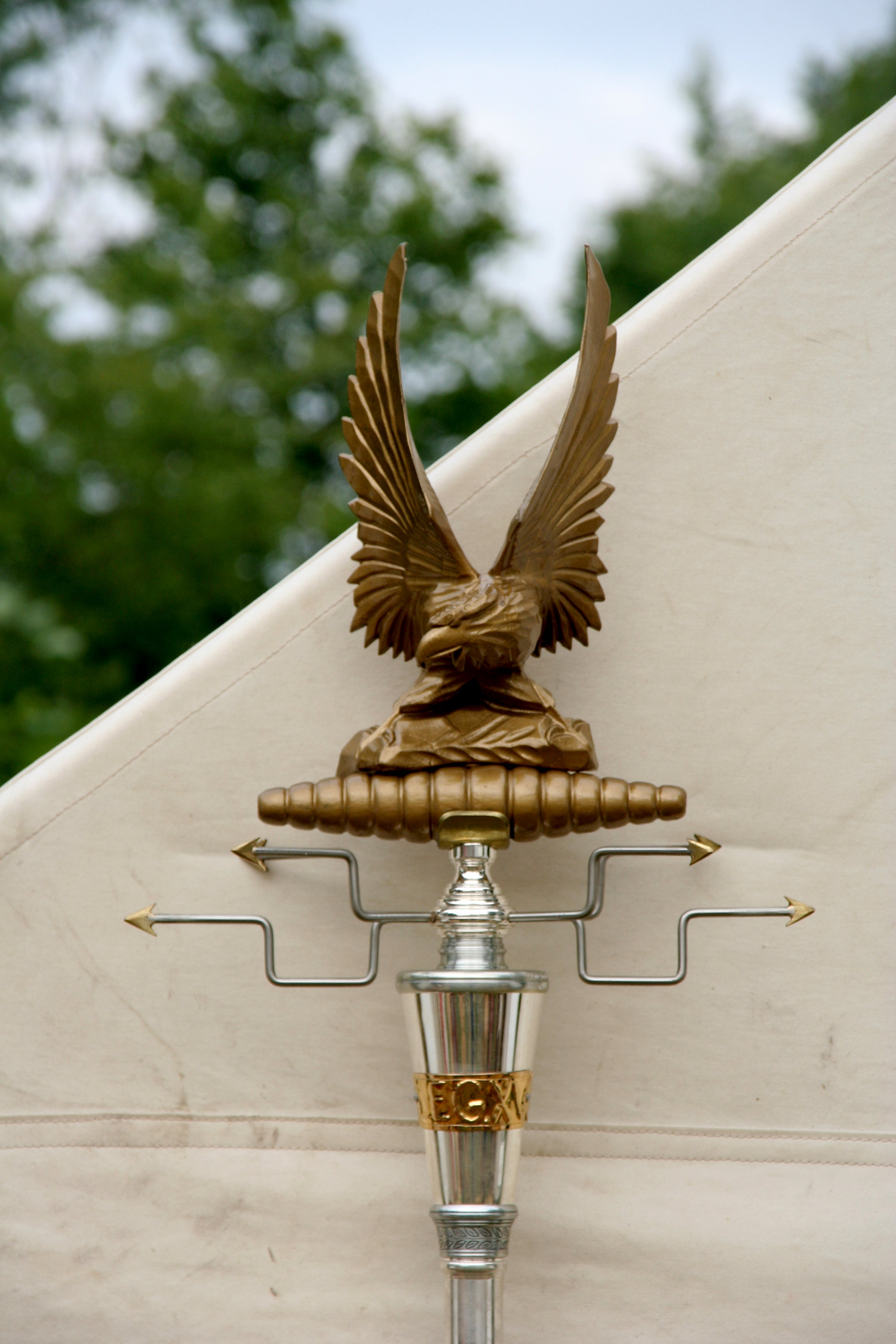
アクィラ

アクィリフェル（ラテン語：Aquilifer）とは、ローマ軍団の標準的な紋章である「アクィラ」(en)を守るベテランの旗持ち・運搬人を指す。
かつては、各軍団ごとに、狼やイノシシ、牛、馬もまた紋章として使われていたが、紀元前104年以降は「鷲」を意味する「アクィラ」が普遍的な紋章となり、アクィリフェルもそこから命名された。鷲の紋章は軍団の所有物で最も重要であり、それを失うことは大変な不名誉であった。
アクィラのエンブレムは、月桂冠によって取り囲まれ、大きく羽を広げていた。それは狭い台形の土台に埋め込まれ、さらに空高く掲げられた棒の上にはめ込まれていた。
アクィリフェルの地位は、それ相応であり、ケントゥリオのすぐ下、オプティオ(en)の上にランクされ、一般的な軍団兵の倍の給料を受け取った。
他の標準的な旗持ちとは違って、アクィリフェルは獣の皮を身に付けず、帽子もかぶっていなかった（アクィリフェルの描写は、いずれも頭飾りまたは兜を装着していない）。
アクィリフェルは、その紋章と武器で両手がふさがっていたので、巻きつけることが出来た「パルマ」（parma）と呼ばれる小さな円形の盾を装着していた。